# Гражданский договор (партия)
Гражданский договор (арм. Քաղաքացիական պայմանագիր) — политическая партия в Армении, созданная 30 мая 2015 года. Изначально была общественно-политическим союзом, созданным 9 декабря 2013 года.

## История

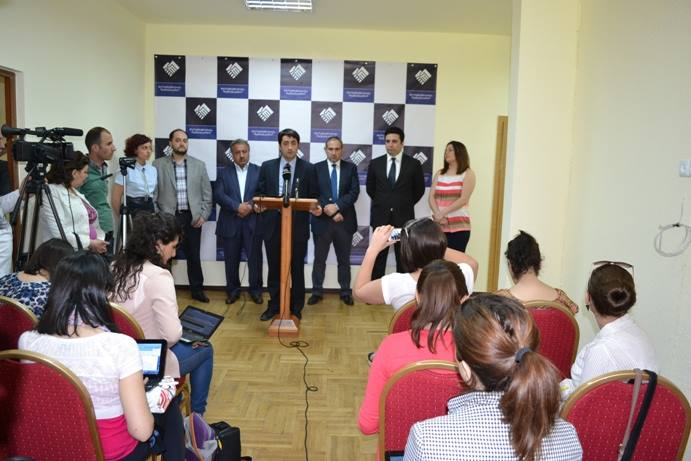
Пресс-конференция в партии

«Гражданский договор» стал известен впервые 23 января 2013 года, когда депутат Никол Пашинян из оппозиционного блока опубликовал проект в газете «Айкакан жаманак» о создании нового общественно-политического союза. В течение нескольких месяцев после этого, текст о создании «Гражданского договора» обсуждался на разных платформах с участием различных организаций и частных лиц, активно занимающихся общественно-политической жизнью Армении. 24 июля была обнародована новая обновлённая версия «Гражданского договора» и был создан новый политический союз в Армении. 
На парламентских выборах 2017 года блок партий Гражданский договор, Просвещенная Армения и Республика получил 9 мест в парламенте, члены сформировали фракцию Елк (Исход).
После парламентских выборов 2021 года «Гражданский договор» смог сохранить за собой преобладающее большинство мест в Национальном собрании Армении.

## Совет управляющих по гражданскому договору
9 декабря 2013 года во время пресс-конференции в гостинице «Ани Плаза» был представлен Совет управляющих партией. Совет управляющих был сформирован во исполнение седьмой статьи договора, согласно которой он является коллегиальным органом, который принимает решения на основе консенсуса.
Совет управляющих не имеет председателя. Функция Совета управляющих заключается в том, чтобы осуществлять текущее управление партией, а также организовать первую договорную конференцию по контракту, в ходе которой будет избран новый совет управляющих, и будет принято решение о будущей организационной и правовой форме деятельности «Гражданского договора».
Перед выборами в парламент в декабре 2018 года была озвучена критика в отношении партии в связи с отсутствием демократических процедур при составлении избирательного списка.

## Внешняя политика
Гражданский договор выступает за развитие более тесных связей с Европейским союзом и поддерживает включение Армении в Углубленную и всеобъемлющую зону свободной торговли с ЕС. Партия продолжает поддерживать европейскую интеграцию Армении путем развития более тесных связей с Европейским Союзом и отмены визовых требований для граждан Армении, путешествующих в Шенгенскую зону ЕС.

## Действующее руководство

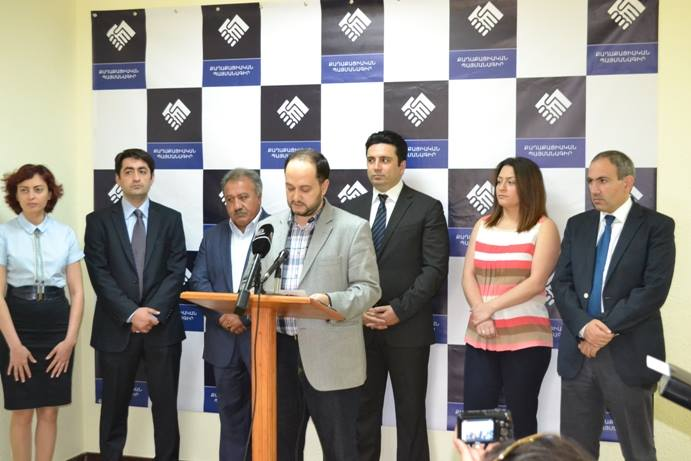
Руководство партии

- Никол Пашинян, премьер-министр Армении, бывший журналист и депутат парламента[2]
- Арарат Мирзоян, депутат парламента[3]
- Сасун Микаелян, командующий отрядом «Сасун», член Еркрапа, депутат парламента[4]
- Лена Назарян, журналист, депутат парламента[5]
- Ален Симонян, юрист, главный редактор Ararat Media Group LTD
- Арсен Харатян, специалист по изучению арабского языка
- Араик Арутюнян, специалист по изучению арабского языка, кандидат исторических наук, преподаватель ЕГУ
- Марина Манучарян, богослов, директор НПО «Гражданский форум»